# L'Infamille
L'Infamille est un roman de Christophe Honoré.

## Synopsis
Guillaume va à la morgue reconnaître le corps de son frère qu'il n'a pas vu depuis plusieurs années. Il lui reproche en effet d'avoir détruit sa famille en écrivant des romans sur eux.